# Kermes fuscuatum
Kermes fuscuatum är en insektsart som beskrevs av Liu och Shi 1993. Kermes fuscuatum ingår i släktet Kermes och familjen eksköldlöss. Inga underarter finns listade i Catalogue of Life.